# RAG Aktiengesellschaft
RAG Aktiengesellschaft (dawniej – Ruhrkohle AG) jest największym niemieckim przedsiębiorstwem w dziedzinie wydobycia węgla. Jego siedziba mieści się w Herne nad Zagłębiu Ruhry. Przedsiębiorstwo powstało 27 listopada 1968 roku, z połączenia kilku różnych firm wydobywczych.
12 września 2007, w ramach restrukturyzacji z przedsiębiorstwa wyodrębniono dotychczasowe działy – chemiczny, energetyczny i zarządzający nieruchomościami, tworząc nowe przedsiębiorstwo – Evonik Industries AG.